# Must run
Must run – w kajakarstwie, trudne lub niebezpieczne miejsce na rzece górskiej, którego (z uwagi na konfigurację terenu i brzegów) nie da się obnieść i koniecznie musi zostać przepłynięte.
Miejsca o charakterze must run najczęściej znajdują się w kanionach. Przed spływem rzeką na której są stwierdzone takie miejsca, należy koniecznie upewnić się jak je przepłynąć, jaką ma skalę trudności i w jakim stopniu jest niebezpieczne. Konieczny może być ogląd in situ, a nawet asekuracja. 